# Potentilla serrata
Potentilla serrata är en rosväxtart som beskrevs av J. Soják. Potentilla serrata ingår i Fingerörtssläktet som ingår i familjen rosväxter. Inga underarter finns listade i Catalogue of Life.